# Arabiphora tenuifemorata
Arabiphora tenuifemorata är en tvåvingeart som beskrevs av Ronald Henry Lambert Disney 2006. Arabiphora tenuifemorata ingår i släktet Arabiphora och familjen puckelflugor. Inga underarter finns listade i Catalogue of Life.